# Misje dyplomatyczne Kanady

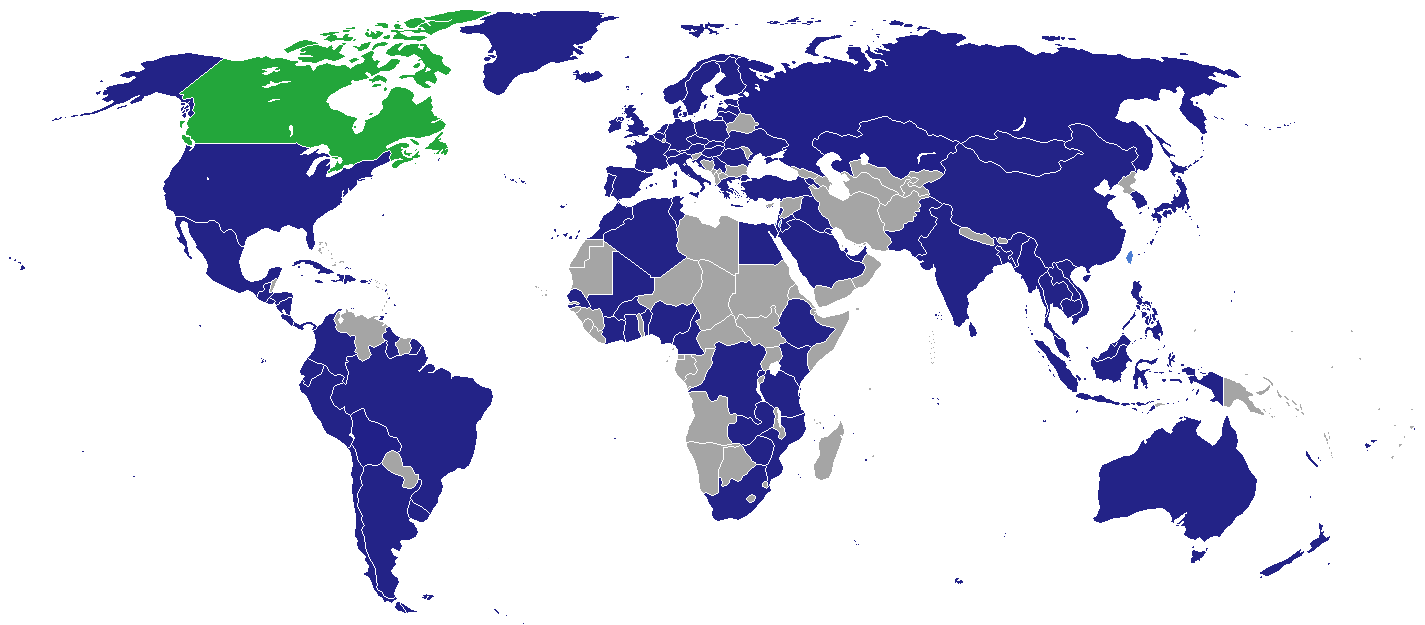
Kraje, w których Kanada ma swoje przedstawicielstwa dyplomatyczne

Misje dyplomatyczne Kanady – przedstawicielstwa dyplomatyczne Kanady przy innych państwach i organizacjach międzynarodowych. Poniższa lista zawiera wykaz obecnych ambasad, wysokich komisji i konsulatów zawodowych. Nie uwzględniono konsulatów honorowych.
Australia i Kanada zawarły umowę na mocy której przedstawicielstwa dyplomatyczne tych państw świadczą usługi konsularne obywatelom drugiego państwa w krajach, gdzie nie ma ono misji dyplomatycznej.
Oprócz rządu kanadyjskiego swoje przedstawicielstwa zagraniczne posiadają również niektóre prowincje. W strukturach władzy Quebecu istnieje Ministerstwo Relacji Międzynarodowych.

## Europa

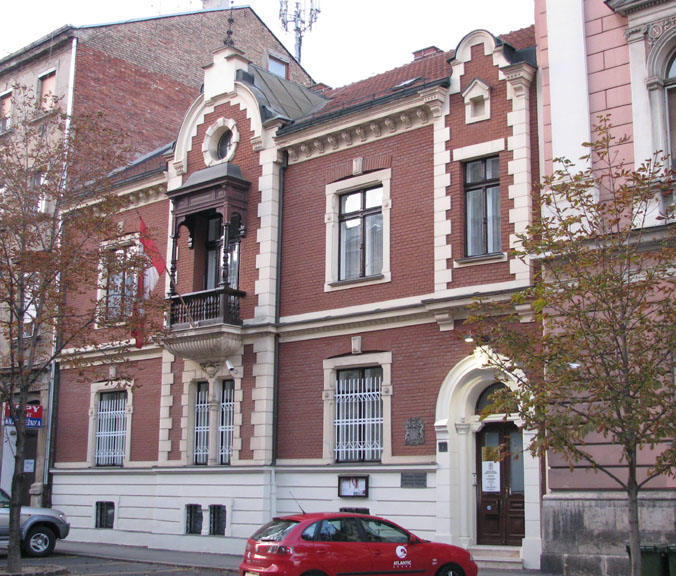
Ambasada Kanady w Zagrzebiu

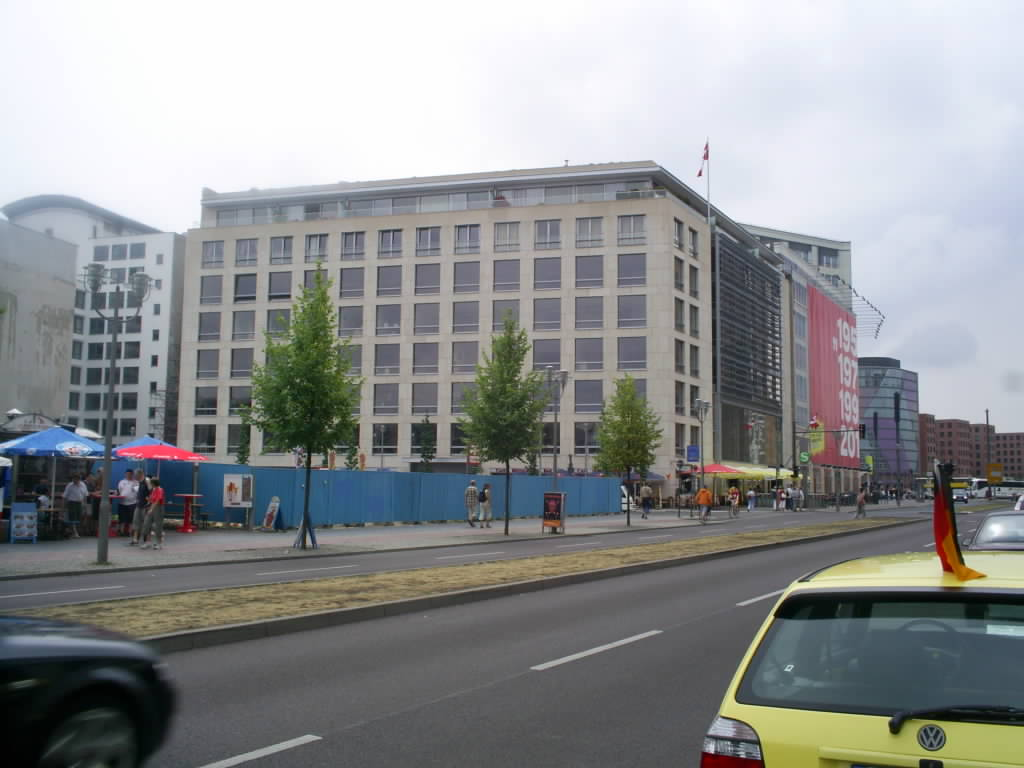
Ambasada Kanady w Berlinie

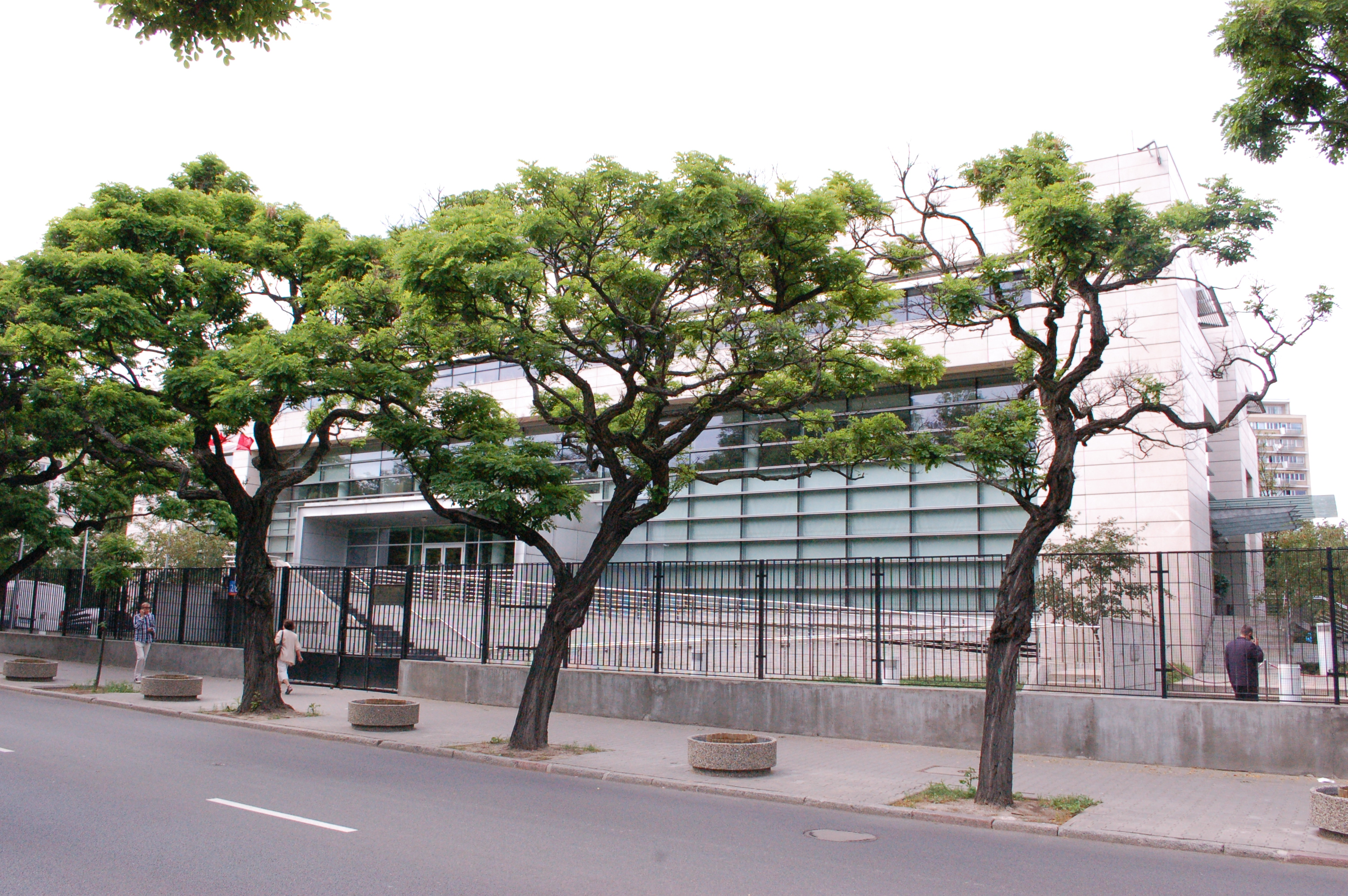
Ambasada Kanady w Warszawie

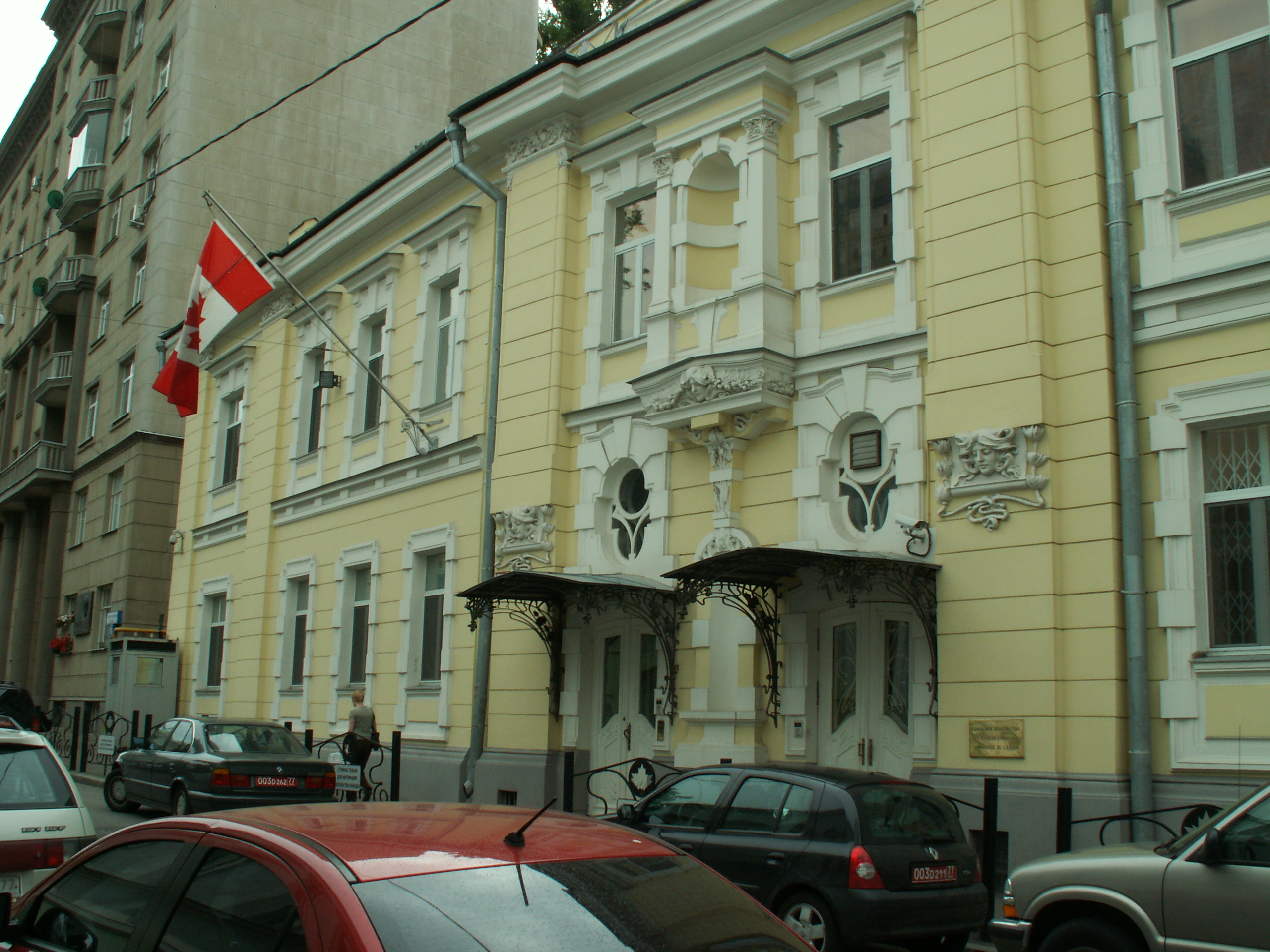
Ambasada Kanady w Moskwie

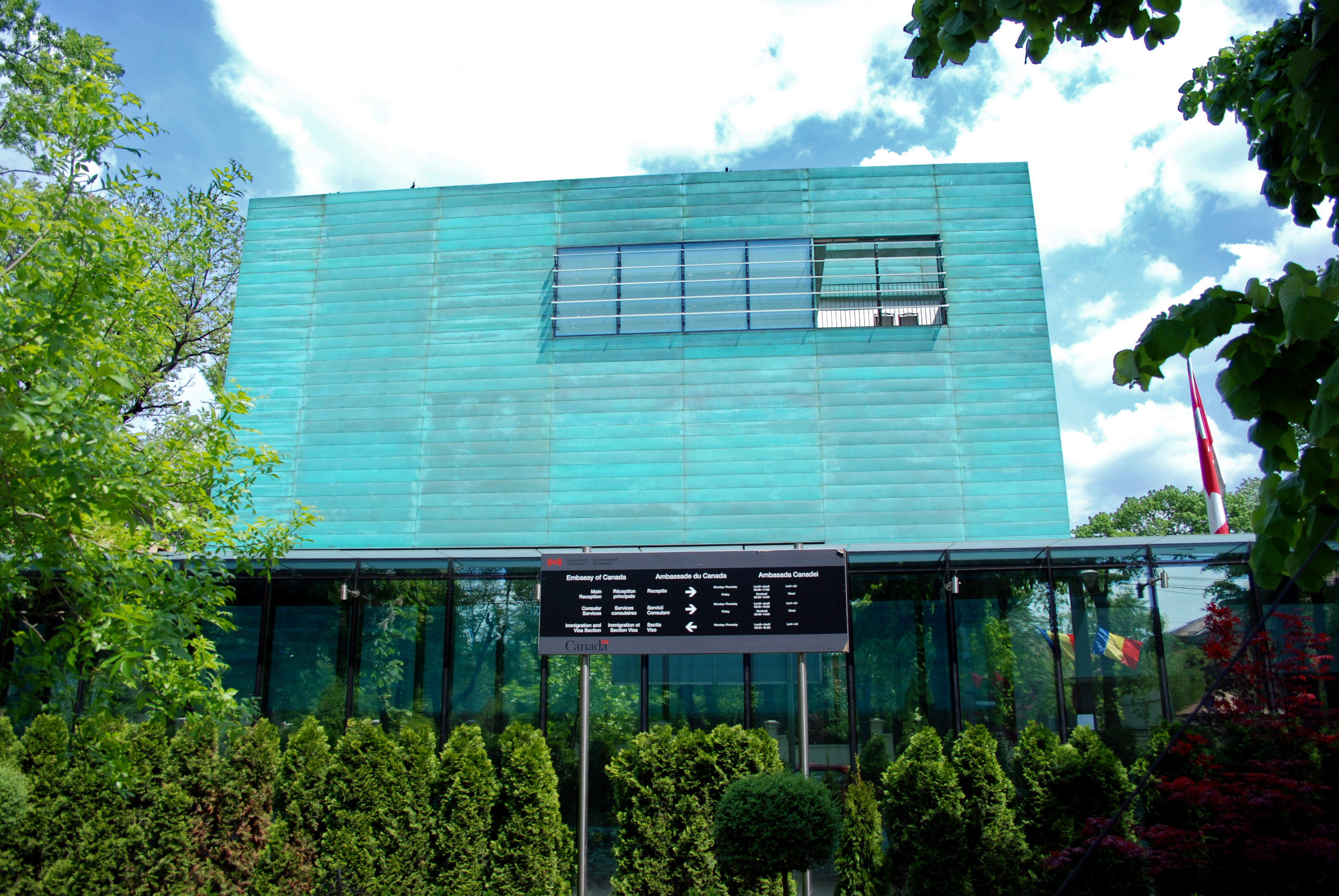
Ambasada Kanady w Bukareszcie

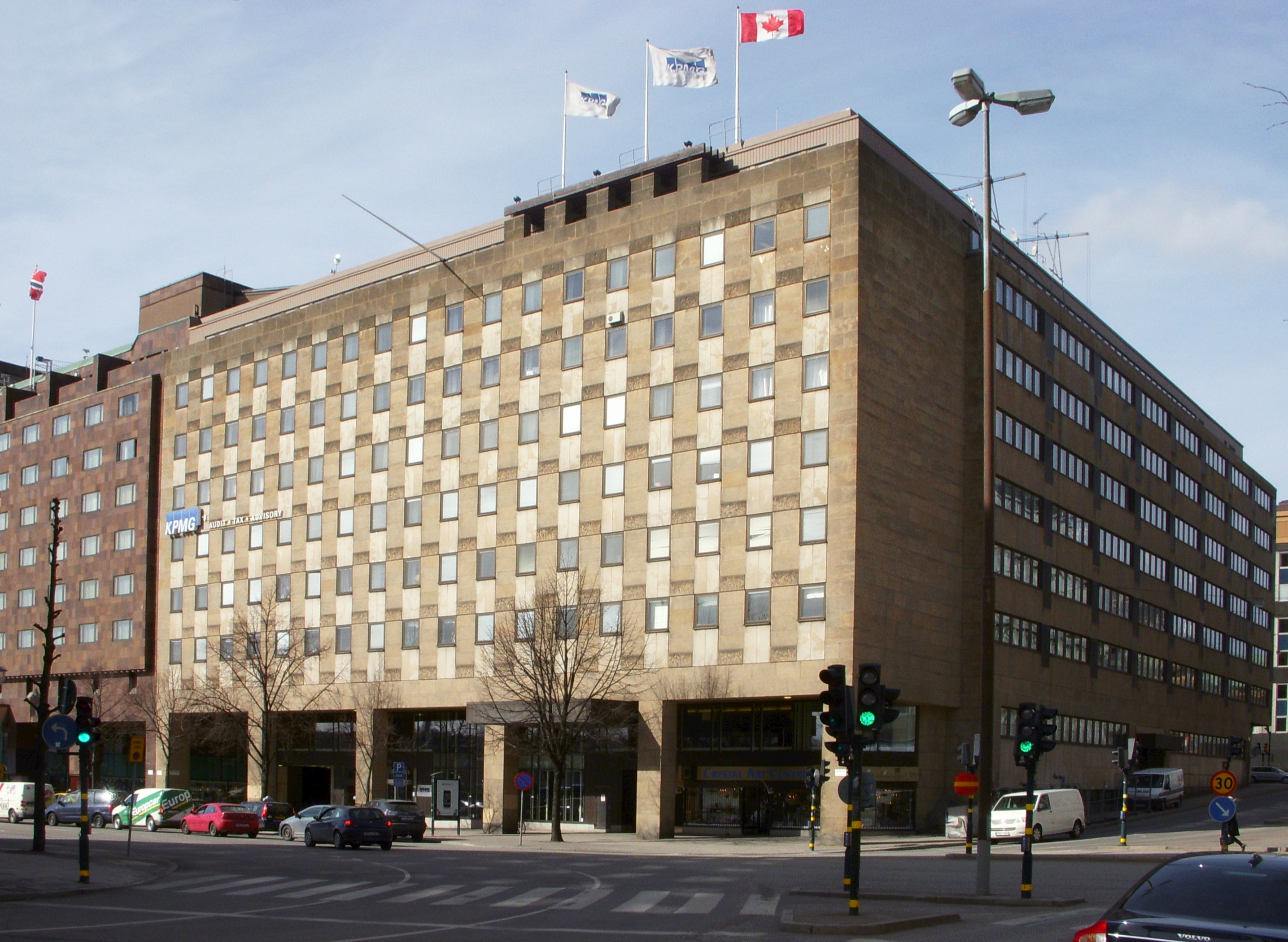
Ambasada Kanady w Sztokholmie

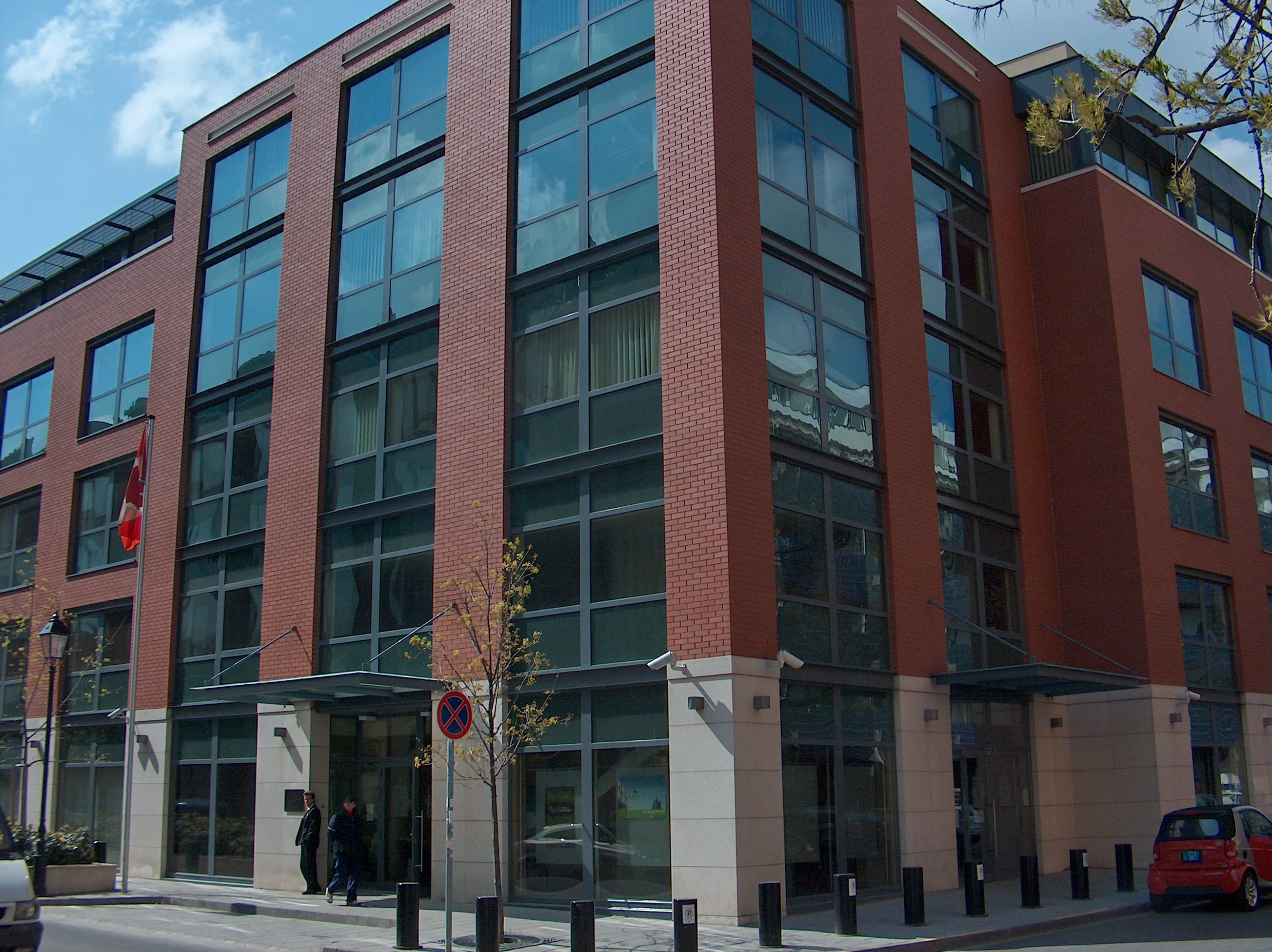
Ambasada Kanady w Budapeszcie

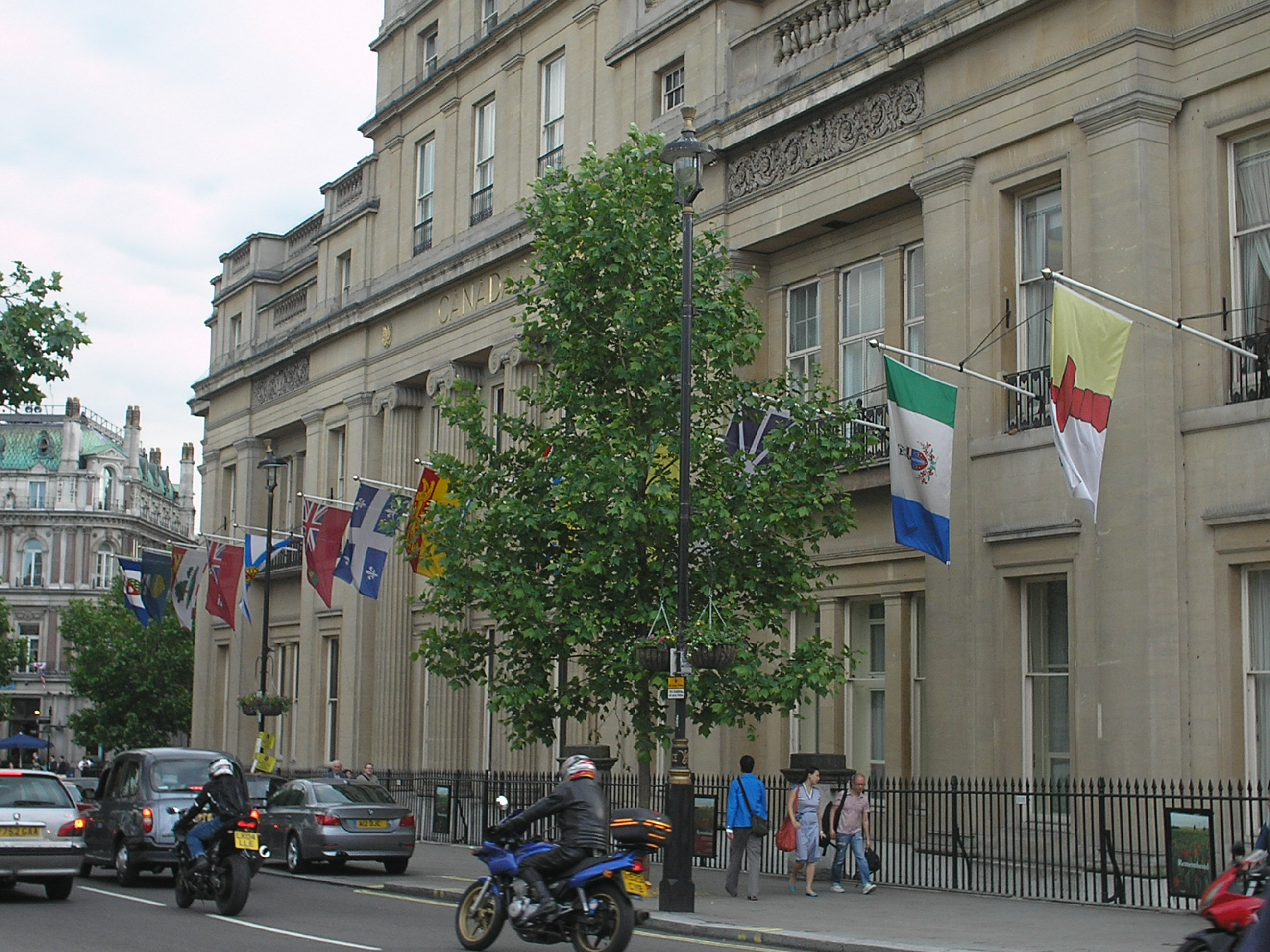
Canada House – Wysoka Komisja Kanady w Londynie

- Austria
  - Wiedeń (ambasada)
- Belgia
  - Bruksela (ambasada)
- Chorwacja
  - Zagrzeb (ambasada)
- Czechy
  - Praga (ambasada)
- Dania
  - Kopenhaga (ambasada)
- Finlandia
  - Helsinki (ambasada)
- Francja
  - Paryż (ambasada)
- Grecja
  - Ateny (ambasada)
- Hiszpania
  - Madryt (ambasada)
  - Barcelona (konsulat)
- Holandia
  - Haga (ambasada)
- Irlandia
  - Dublin (ambasada)
- Islandia
  - Reykjavík (ambasada)
- Łotwa
  - Ryga (ambasada)
- Niemcy
  - Berlin (ambasada)
  - Düsseldorf (konsulat)
  - Monachium (konsulat)
  - Stuttgart (konsulat)
- Norwegia
  - Oslo (ambasada)
- Polska
  - Warszawa (Ambasada)
- Portugalia
  - Lizbona (ambasada)
- Rosja
  - Moskwa (ambasada)
- Rumunia
  - Bukareszt (ambasada)
- Serbia
  - Belgrad (ambasada)
- Stolica Apostolska
  - Rzym (ambasada)
- Szwajcaria
  - Berno (ambasada)
- Szwecja
  - Sztokholm (ambasada)
- Turcja
  - Ankara (ambasada)
  - Stambuł (konsulat)
- Ukraina
  - Kijów (ambasada)
- Węgry
  - Budapeszt (ambasada)
- Wielka Brytania
  - Londyn (wysoka komisja)
- Włochy
  - Rzym (ambasada)
  - Neapol (konsulat)
  - Padwa (konsulat)

## Ameryka Północna, Środkowa i Karaiby
- Barbados
  - Bridgetown (wysoka komisja)
- Dominikana
  - Santo Domingo (ambasada)
- Gwatemala
  - Gwatemala (ambasada)
- Haiti
  - Port-au-Prince (ambasada)
- Jamajka
  - Kingston (wysoka komisja)
- Kostaryka
  - San José (ambasada)
- Kuba
  - Hawana (ambasada)
- Meksyk
  - Meksyk (ambasada)
  - Monterrey (konsulat generalny)
  - Guadalajara (konsulat)
- Panama
  - Panama (ambasada)
- Salwador
  - San Salvador (ambasada)
- Stany Zjednoczone
  - Waszyngton (ambasada)
  - Atlanta (konsulat generalny)
  - Boston (konsulat generalny)
  - Buffalo (konsulat generalny)
  - Chicago (konsulat generalny)
  - Dallas (konsulat generalny)
  - Denver (konsulat generalny)
  - Detroit (konsulat generalny)
  - Los Angeles (konsulat generalny)
  - Miami (konsulat generalny)
  - Minneapolis (konsulat generalny)
  - Nowy Jork (konsulat generalny)

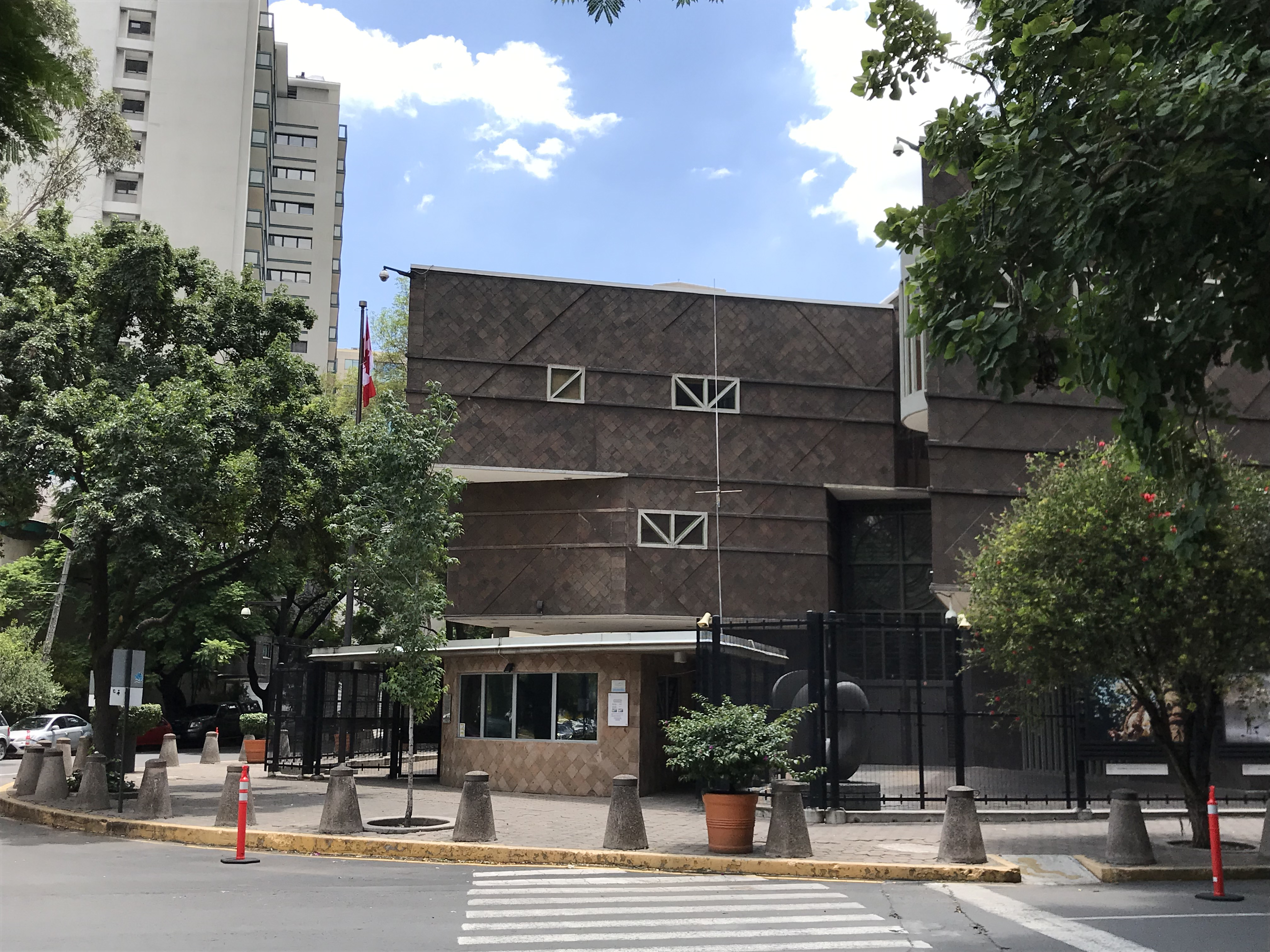
Ambasada Kanady w Meksyku

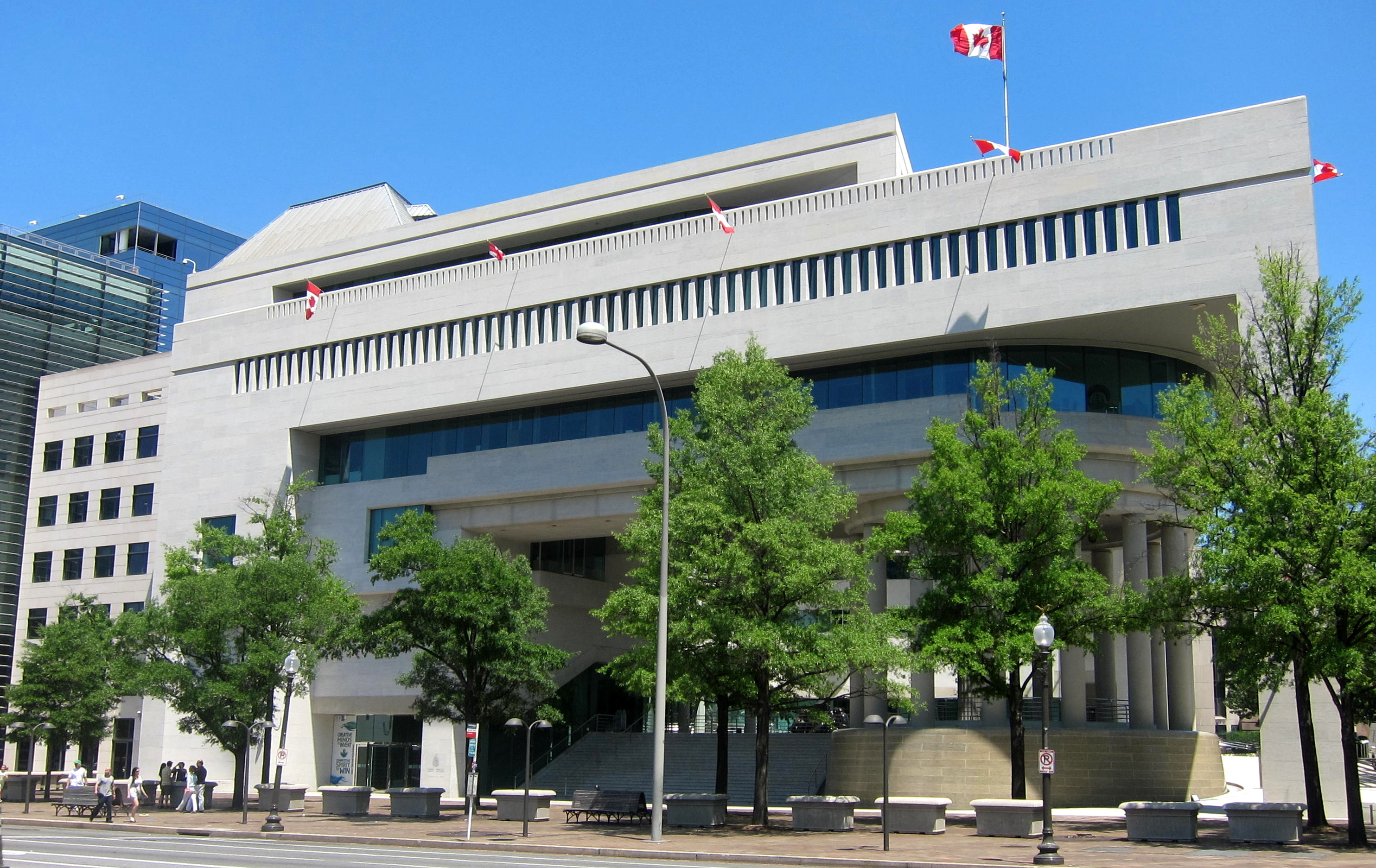
Ambasada Kanady w Waszyngtonie

  - San Francisco (konsulat generalny)
  - Seattle (konsulat generalny)
  - Anchorage (konsulat)
  - Filadelfia (konsulat)
  - Houston (konsulat)
  - Palo Alto (konsulat)
  - Phoenix (konsulat)
  - Raleigh (konsulat)
  - San Diego (konsulat)
- Trynidad i Tobago
  - Port-of-Spain (wysoka komisja)

## Ameryka Południowa
- Argentyna
  - Buenos Aires (ambasada)
- Brazylia
  - Brasília (ambasada)
  - Rio de Janeiro (konsulat generalny)
  - São Paulo (konsulat generalny)
- Chile
  - Santiago (ambasada)
- Ekwador
  - Quito (ambasada)
- Gujana
  - Georgetown (wysoka komisja)
- Kolumbia
  - Bogota (ambasada)
- Peru
  - Lima (ambasada)
- Urugwaj
  - Montevideo (ambasada)
- Wenezuela
  - Caracas (ambasada)

## Afryka
- Algieria
  - Algier (ambasada)
- Burkina Faso
  - Wagadugu (ambasada)
- Demokratyczna Republika Konga
  - Kinszasa (ambasada)
- Egipt
  - Kair (ambasada)
- Etiopia
  - Addis Abeba (ambasada)
- Ghana
  - Akra (wysoka komisja)
- Kamerun
  - Jaunde (wysoka komisja)
- Kenia
  - Nairobi (wysoka komisja)
- Libia
  - Trypolis (ambasada)
- Mali
  - Bamako (ambasada)
- Maroko
  - Rabat (ambasada)
- Mozambik
  - Maputo (wysoka komisja)
- Nigeria
  - Abudża (wysoka komisja)
  - Lagos (Zastępca wysokiego komisarza)
- Południowa Afryka
  - Pretoria (wysoka komisja)
- Senegal
  - Dakar (ambasada)
- Sudan
  - Chartum (ambasada)
- Tanzania
  - Dar es Salaam (wysoka komisja)
- Tunezja
  - Tunis (ambasada)
- Wybrzeże Kości Słoniowej
  - Abidżan (ambasada)
- Zambia
  - Lusaka (wysoka komisja)
- Zimbabwe
  - Harare (ambasada)

## Azja
- Afganistan
  - Kabul (ambasada)
- Arabia Saudyjska
  - Rijad (ambasada)
- Bangladesz
  - Dhaka (wysoka komisja)
- Brunei

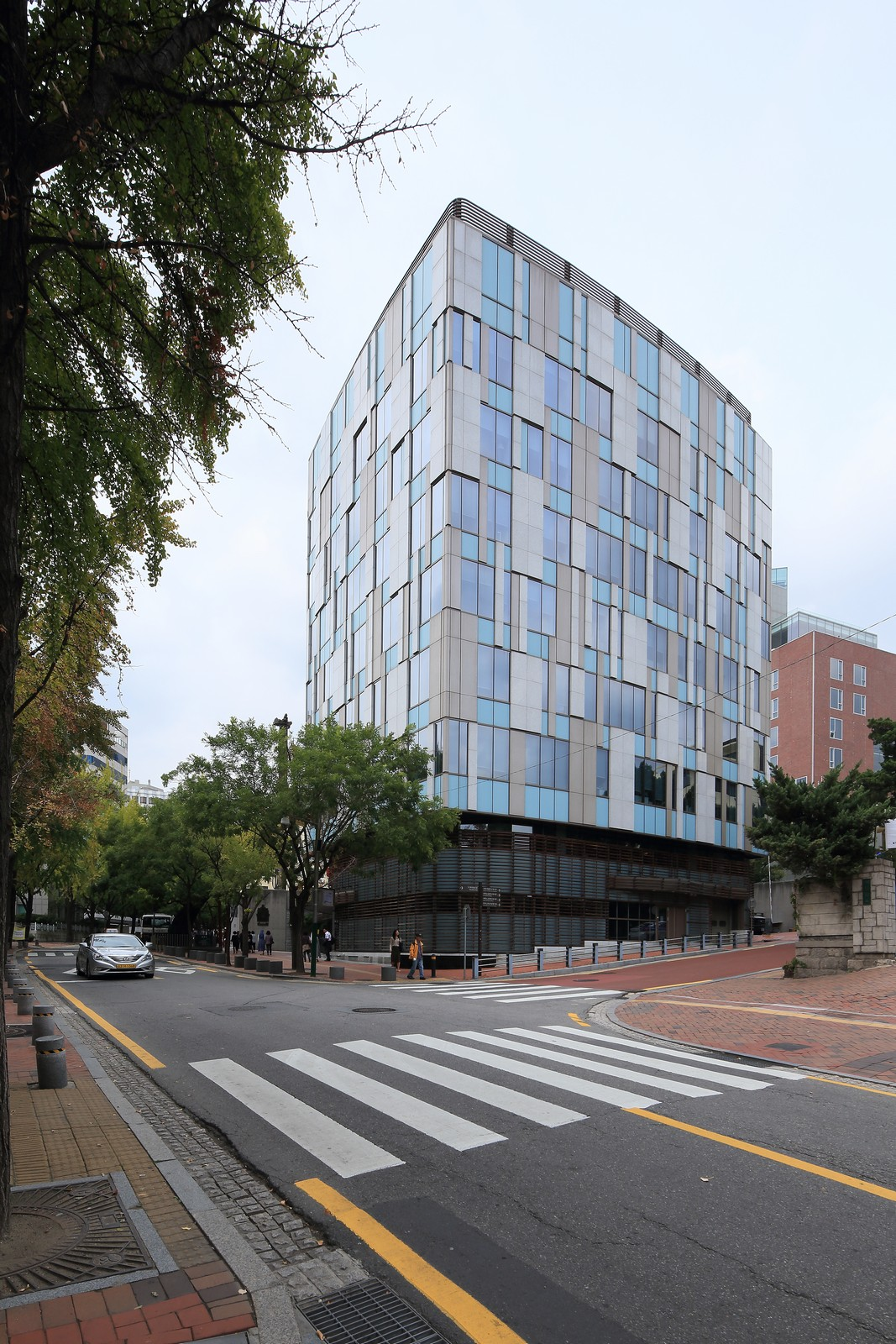
Ambasada Kanady w Seulu

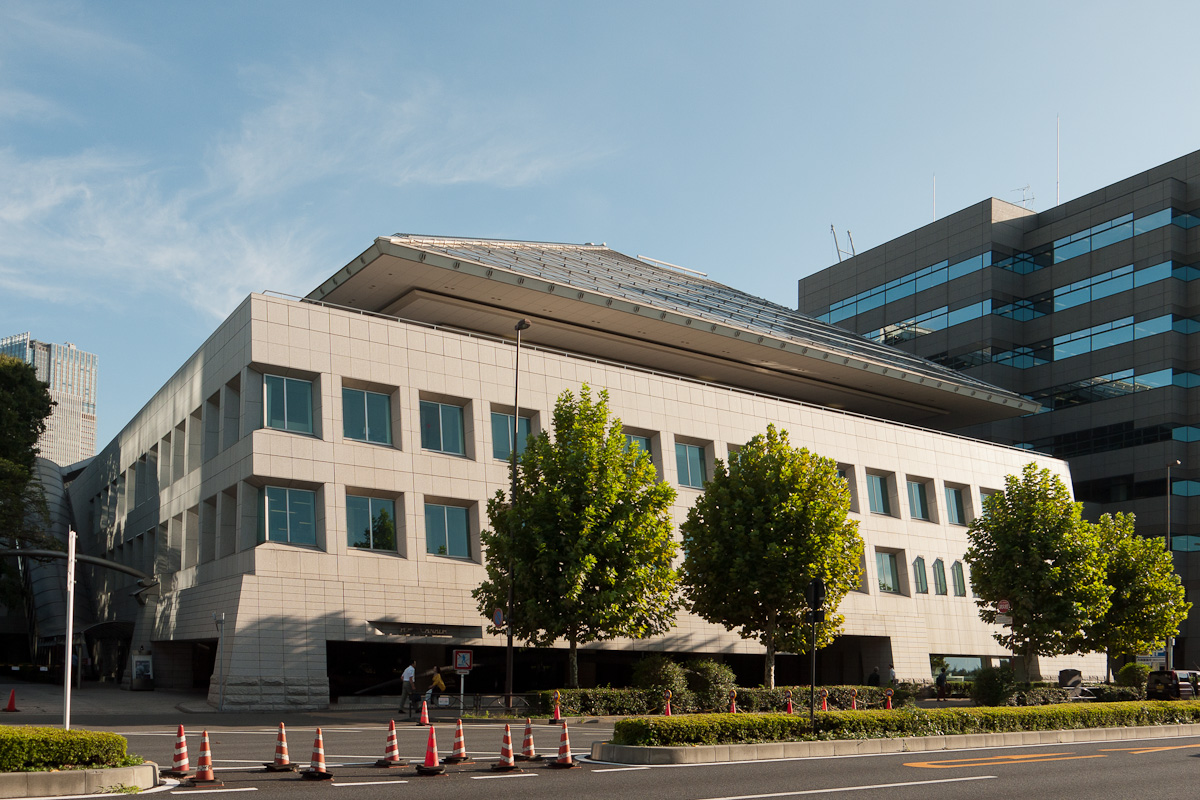
Ambasada Kanady w Tokio

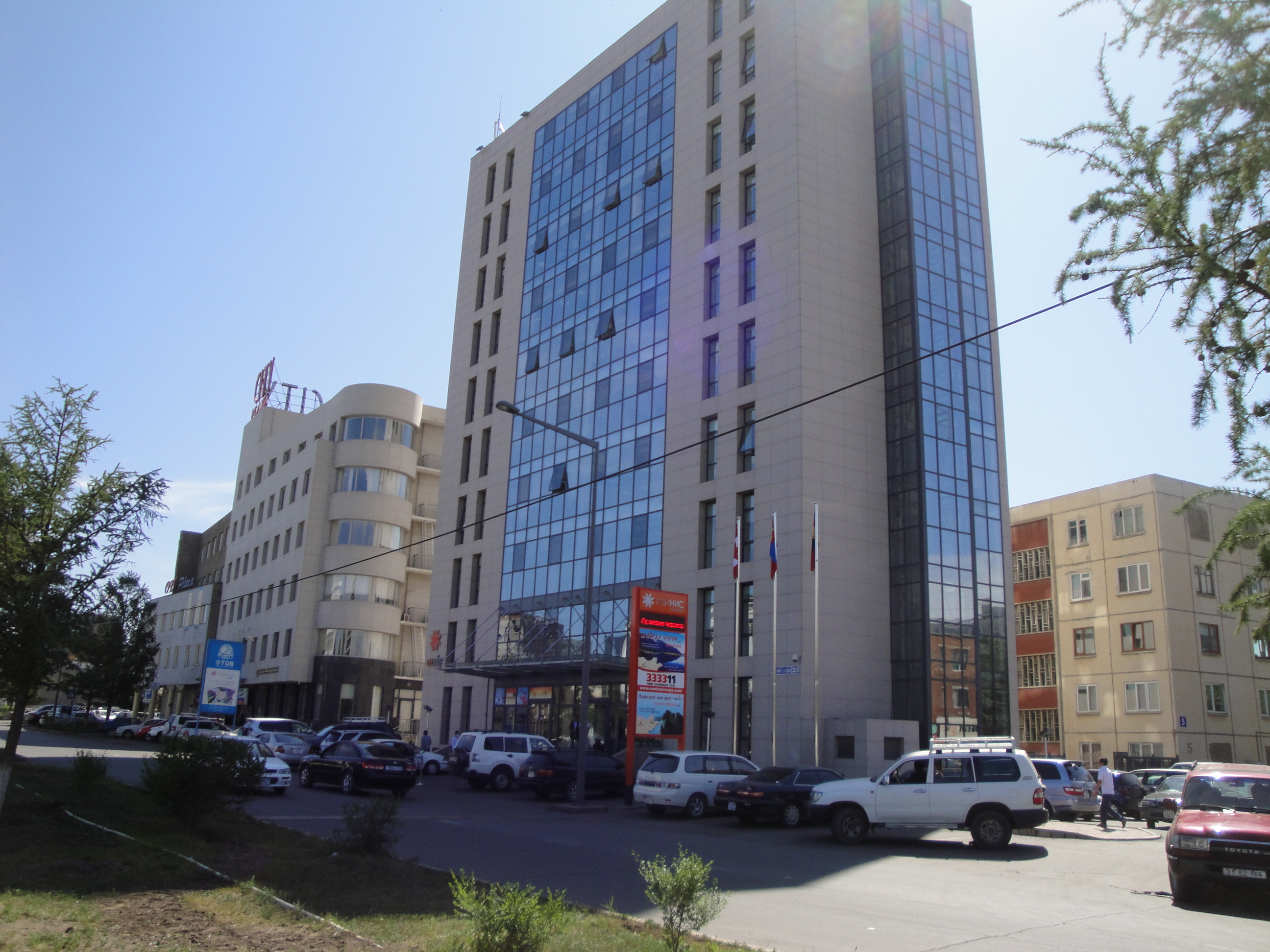
Ambasada Kanady w Ułan Bator

  - Bandar Seri Begawan (wysoka komisja)
- Chiny
  - Pekin (ambasada)
  - Hongkong (konsulat generalny)
  - Kanton (konsulat generalny)
  - Szanghaj (konsulat generalny)
  - Chongqing (konsulat)
- Filipiny
  - Manila (ambasada)
- Indie
  - Nowe Delhi (wysoka komisja)
  - Mumbaj (konsulat generalny)
  - Czandigarh (konsulat generalny)
  - Ćennaj (konsulat)
- Indonezja
  - Dżakarta (ambasada)
- Iran
  - Teheran (ambasada)
- Izrael
  - Tel Awiw-Jafa (ambasada)
- Japonia
  - Tokio (ambasada)
  - Nagoja (konsulat)
- Jordania
  - Amman (ambasada)
- Kazachstan
  - Astana (ambasada)
- Korea Południowa
  - Seul (ambasada)
- Kuwejt
  - Kuwejt (ambasada)
- Liban
  - Bejrut (ambasada)
- Malezja
  - Kuala Lumpur (wysoka komisja)
- Mongolia
  - Ułan Bator (ambasada)
- Pakistan
  - Islamabad (wysoka komisja)
- Palestyna
  - Ramallah (Przedstawicielstwo)
- Singapur
  - Singapur (wysoka komisja)
- Sri Lanka
  - Kolombo (wysoka komisja)
- Syria
  - Damaszek (ambasada)
- Tajlandia
  - Bangkok (ambasada)
- Tajwan
  - Tajpej (Kanadyjskie Biuro Handlowe)
- Wietnam
  - Hanoi (ambasada)
  - Ho Chi Minh (konsulat generalny)
- Zjednoczone Emiraty Arabskie
  - Abu Zabi (ambasada)
  - Dubaj (konsulat generalny)

## Australia i Oceania

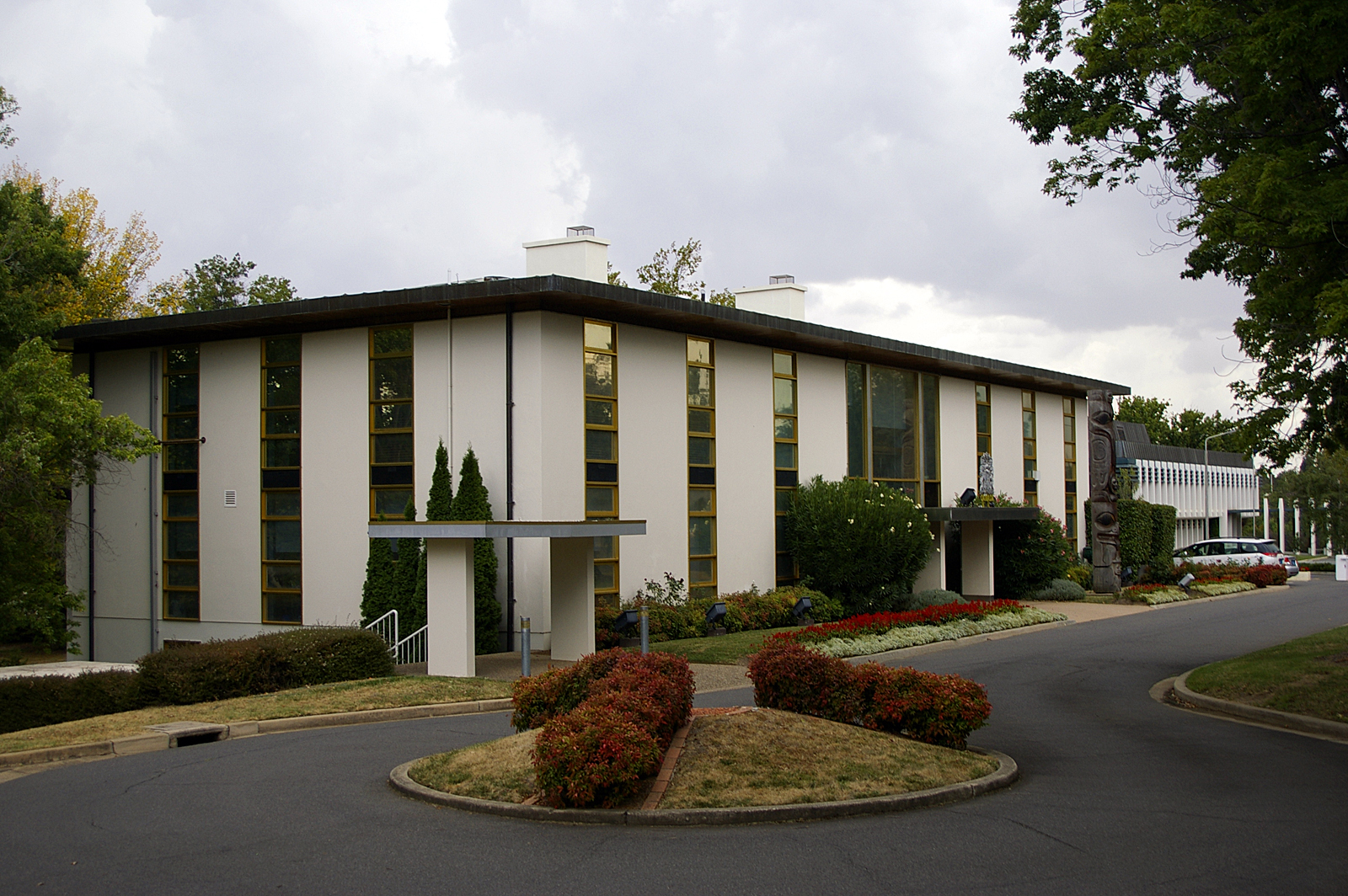
Wysoka Komisja Kanady w Canberze

- Australia
  - Canberra (wysoka komisja)
  - Sydney (konsulat generalny)
- Nowa Zelandia
  - Wellington (wysoka komisja)
  - Auckland (konsulat)

## Organizacje międzynarodowe
- Nowy Jork – Stałe Przedstawicielstwo przy Organizacji Narodów Zjednoczonych
- Genewa – Stałe Przedstawicielstwo przy Biurze Narodów Zjednoczonych i innych organizacjach
- Wiedeń – Stałe Przedstawicielstwo przy Biurze Narodów Zjednoczonych i delegacja przy Organizacji Bezpieczeństwa i Współpracy w Europie
- Nairobi – Stałe Przedstawicielstwo przy Biurze Narodów Zjednoczonych i innych organizacjach
- Paryż – Stałe Przedstawicielstwo przy UNESCO
- Rzym – Stałe Przedstawicielstwo przy Organizacji Narodów Zjednoczonych do spraw Wyżywienia i Rolnictwa
- Waszyngton – Stałe Przedstawicielstwo przy Organizacji Państw Amerykańskich
- Bruksela – Stałe Przedstawicielstwo przy Unii Europejskiej
- Addis Abeba – Stały Obserwator przy Unii Afrykańskiej